# Округ Клинтон (Мисури)
Округ Клинтон (енгл. Clinton County) је округ у америчкој савезној држави Мисури.

## Демографија
По попису из 2010. године број становника је 20.743, што је 1.764 (9,3%) становника више него 2000. године.
| Група             | 2000.          | 2010.          |
| Белци             | 18.191 (95,8%) | 19.606 (94,5%) |
| Афроамериканци    | 288 (1,5%)     | 290 (1,4%)     |
| Азијати           | 32 (0,2%)      | 72 (0,3%)      |
| Хиспаноамериканци | 205 (1,1%)     | 322 (1,6%)     |
| Укупно            | 18.979         | 20.743         |